# Ракоч, Наталья Михайловна
Наталья Михайловна Ракоч (род. 4 апреля 1973, Челябинск) — российская предпринимательница в сфере косметики и индустрии красоты. Основательница косметических брендов «Vivienne Sabo», «Russian Beauty Guru». В сотрудничестве с АО «Тандер» запустила косметические бренды «Beauty Bomb» и «Stellary», участвовала в создании косметической линии «Vera» для Веры Брежневой.

## Биография
Родилась в Челябинске, в семье инженеров. Окончила Челябинскую медицинскую академию в 1996 году, получив диплом врача-терапевта.
Вышла замуж за Вячеслава Анатольевича Ракоча, одного из основателей и владельцев российского производителя и дистрибутора косметики «Градиент». Возглавляла отдел собственных марок «Градиента», в том числе с 2008 года была креативным директором марки «Vivienne Sabó». ООО «Декор», где она была учредителем и генеральным директором, имело годовую выручку более 300 млн рублей.
В 2017 году развелась с мужем и ушла из «Градиента». Сначала работала как индивидуальный предприниматель, а в 2018 году открыла консалтинговое агентство «Brand Guru Bureau» (ООО «Брэнд Гуру»). Выпустила марку декоративной косметики «Russian Beauty Guru» с линейкой «Чёрная Москва». «Наталья отказалась маскировать российский бренд под западный, поэтому стиль упаковки яркий, дерзкий и характерно русский».